# 十万大山浮蛙
十万大山浮蛙（学名：Occidozyga shiwandashanensis），一种于中华人民共和国广西壮族自治区西南部十万大山地区发现的两栖动物，隶属于叉舌蛙科浮蛙属，是首次由中国大陆学者发表的浮蛙属物种。

## 鉴别特征
十万大山浮蛙体型中等，雄性吻肛长（SVL）25.2～33.8毫米，雌性吻肛长（SVL）34.9～38.9毫米；身体背部浅棕色有不规则深色斑纹，头背尤为明显；腹面乳白色具浅褐色斑纹，喉部边缘具浅棕色斑纹；舌近圆形，后端无缺刻；鼓膜隐藏不可见；指间无蹼，趾间全蹼，但第四、第五趾间蹼具深缺刻；指端尖，趾端形成盘状；有跗褶；眼侧向。

## 生境
十万大山浮蛙主要生活在海拔500～650米的常绿阔叶林内的林下沼泽地带。

## 分布
目前已知仅分布于中国广西十万大山山脉。